# Bađinec
Bađinec är en ort i Kroatien.   Den ligger i länet Zagrebs län, i den nordöstra delen av landet, 50 km öster om huvudstaden Zagreb. Bađinec ligger 117 meter över havet och antalet invånare är 174.
Terrängen runt Bađinec är platt. Runt Bađinec är det glesbefolkat, med 19 invånare per kvadratkilometer. Närmaste större samhälle är Ivanić-Grad, 17,2 km sydväst om Bađinec. Omgivningarna runt Bađinec är en mosaik av jordbruksmark och naturlig växtlighet.